# 캄보디아의 국장

캄보디아의 국장

캄보디아의 국장은 1993년에 입헌군주제의 부활과 동시에 제정되었다.
국장 가운데에는 캄보디아 국왕의 왕관이 올려져 있는 금색 망토가 그려져 있으며 왕관 꼭대기에는 햇빛이 그려져 있다. 망토 가운데에는 파란색 바탕에 판(Phan)이라는 두 개의 금색 접시 받침대가 그려져 있으며 받침대 양쪽을 월계수 가지가 감싸고 있다.
받침대 위쪽에는 성스러운 칼과 옴(Aum)의 크메르 문자가 그려져 있으며 받침대 아래쪽에는 훈장이 그려져 있다. 국장 왼쪽에는 가자싱하(gajasingha)라는 코끼리의 코를 가진 사자가 그려져 있으며 오른쪽에는 싱하(singha)라는 사자가 그려져 있다.
두 마리의 사자는 다섯 개의 층으로 구성된 캄보디아 왕실의 우산을 들고 있다. 국장 아래쪽에 있는 파란색 리본에는 "캄보디아 왕국의 국왕"("ព្រះចៅ ក្រុង កម្ពុជា, Preah Chao Krung Kampuchea")이라는 문구가 크메르어로 쓰여져 있다.

## 역대 캄보디아의 국장
| 이미지 | 국가                        | 사용 시기       |
| ------ | --------------------------- | --------------- |
|        | 캄보디아 왕국               | 1935년 ~ 1970년 |
|        | 크메르 공화국               | 1970년 ~ 1975년 |
|        | 민주 캄푸치아               | 1975년 ~ 1979년 |
|        | 캄푸치아 인민공화국         | 1979년 ~ 1989년 |
|        | 민주 캄푸치아 연립정부      |                 |
|        | 캄보디아국                  | 1989년 ~ 1991년 |
|        | 유엔 캄보디아 잠정 통치기구 | 1992년 ~ 1993년 |

## 같이 보기
- 캄보디아의 국기